# یورگن ویندال
یورگن ویندال (انگلیسی: Jörgen Windahl؛ زادهٔ ۱۲ مارس ۱۹۶۳) یک تنیس‌باز اهل سوئد است.